# Critters (película)
Critters es una película de terror y Suspense estrenada el 11 de abril de 1986; es la primera película de la saga Critters. Es protagonizada por Dee Wallace-Stone, M. Emmet Walsh, Billy Green Bush y Scott Grimes y fue dirigida por Stephen Herek.

## Trama
La película comienza mostrando una estación espacial que funciona como prisión. Un grupo de criaturas llamadas Critters (que no se muestran en pantalla) están siendo transportadas a otra estación. Sin embargo, las criaturas logran escapar robando una nave espacial de la estación, el líder del lugar debe contratar a dos cazarrecompensas, quienes tienen capacidad de metamorfosis para capturar a los Critters.
Mientras tanto en el planeta Tierra, la familia Brown lleva una vida tranquila en un pueblo rural de Kansas; el padre, Jay; la madre, Helen; la hija adolescente, April; y el hijo menor, Brad quien suele pasar su tiempo libre con el ayudante mecánico de su padre, Charlie, y también tiene por hobby fabricar explosivos caseros. Cuando Jay y Helen se encontraban fuera, Charlie accidentalmente golpea a April con una resortera y Brad, buscando evitar que su amigo tenga problemas, se hace pasar por responsable del incidente. Aunque es enviado a su cuarto como castigo, consigue escabullirse hasta un árbol. Desde allí ve un bólido brillante caer cerca, produciendo un gran estruendo. Jay sale de la casa para investigar y encuentra a su hijo en el árbol, decidiendo ir juntos a investigar dónde cayó el objeto.
Al mostrarse el lugar de la colisión se hace evidente que en realidad era la nave espacial de los Critters. Los subtítulos indican que las criaturas dicen: "¿Ahora qué? ¡COMIDA!" Cuando Jay y Brad descubren los restos de una vaca que parece haber sido mutilada, deciden volver inmediatamente. Poco después, los Critters llegan a la granja de los Brown y logran cortar el suministro eléctrico. Cuando Jay, Helen y Brad van a investigar el origen del problema, Jay es atacado por uno de los Critters. Mientras tanto, April y su novio son atacados por Critters mientras estaban en el granero; el muchacho muere pero Brad logra rescatar a su hermana. La familia logra huir de las criaturas y refugiarse en la casa. Mientras tanto, los dos cazarrecompensas, ya en la Tierra, se dirigen de un lugar a otro del pueblo buscando a los Critters y causando bastante caos y destrucción; cuando Brad sale en busca de ayuda, se encuentra con ellos y los guía hasta su casa. Los cazarrecompensas logran exterminar a algunos Critters, por lo que los monstruos supervivientes, incluyendo a uno que había triplicado su tamaño huyen hacia su nave secuestrando a April en el camino. Brad logra rescatar a April de la nave y junto a Charlie logran introducir un cóctel molotov a través de la puerta de la misma. Poco después de que los Critters destruyen la casa de los Brown con un bláster, su nave explota. A la mañana siguiente los cazarrecompensas vuelven a su nave luego de darle a Brad un dispositivo similar a un mando a distancia. Luego de que los cazarrecompensas restauran la casa de los Brown en menos de un minuto usando el dispositivo, abandonan el lugar. La escena final muestra el granero de los Brown y unos huevos de Critter ocultos mientras se escucha una risa perturbadora.

## Reparto
| Actor                | Personaje          | Notas                             |
| -------------------- | ------------------ | --------------------------------- |
| Dee Wallace          | Helen Brown        | Acreditada como Dee Wallace Stone |
| M. Emmet Walsh       | Harv               |                                   |
| Billy Green Bush     | Jay Brown          |                                   |
| Scott Grimes         | Brad Brown         |                                   |
| Nadine Van der Velde | April Brown        |                                   |
| Don Keith Opper      | Charlie McFadden   | Acreditado como Don Opper         |
| Billy Zane           | Steve Elliot       |                                   |
| Ethan Phillips       | Jeff Barnes        |                                   |
| Terrence Mann        | Johnny Steele / Ug |                                   |
| Jeremy Lawrence      | Predicador         |                                   |
| Lin Shaye            | Sally              |                                   |
| Michael Lee Gogin    | Zanti              |                                   |
| Art Frankel          | Ed                 |                                   |
| Douglas Koth         | Bowler #1          |                                   |
| Montrose Hagins      | Organista          |                                   |
| Roger Hampton        | Jake               |                                   |
| Chuck Lindsly        | Jugador #1         | Acreditado como Chuck Lindsley    |
| David Stenstrom      | Jugador #2         |                                   |
| Adele Malis-Morey    | Mujer #1           |                                   |
| Corey Burton         | Critters           | Voz                               |
| Edward Chiodo        | Puppeteer          | No acreditado                     |

## Trivia
- Barry Opper, hermano de Keith Don Opper, es productor de las cuatro películas.
- Un afiche de esta película aparece en la película Teenage Mutant Ninja Turtles de 1990, que también fue distribuida por New Line Cinema.
- El director de la película afirmó que tuvo que modificar varias veces el guion porque se parecía demasiado al de la película Gremlins, que se había estrenado antes que Critters.
- En la película, el gato de la familia Brown se llama Chewy, en referencia a Chewbacca de Star Wars.
- En la película aparece un juguete de E.T. que es devorado por una de las criaturas.
- A pesar de ser considerada como una película muy violenta, en esta película no muestra gráficamente las muertes de las personas, cosa que las otras cintas sí.
- Esta es la única película en la que los Critters crecen de gran tamaño.
- En esta saga participan Leonardo DiCaprio (en la tercera película) y Billy Zane, quienes después actuarían juntos en Titanic.